# Victor Hughes
Victor Hugues  (Marselha, 20 de julho de 1762 — Caiena, 12 de agosto de 1826) foi um político, militar e administrador colonial francês durante a Revolução Francesa. Governou Guadalupe de 1794 a 1798, abolindo a escravidão da ilha, seguindo as ordens da  Convenção Nacional e depois a Guiana Francesa de 1799 a 1809, quando a Guiana foi invadida por tropas portuguesas.

## Guadalupe
Era colono em Saint-Domingue no final da década de 1780, início de 1790, quando retornou para a França, tornando-se oficial em La Rochelle por causa de suas atividades no Clube Jacobino local. Depois dos decretos de emancipação de Léger-Félicité Sonthonax e Étienne Polverel, durante a Revolução Haitiana, a Convenção Nacional declarou a abolicão da escravatura em todos os territórios franceses em fevereiro de 1794 e nomeou Hughes comissário civil para Guadalupe. A ilha estava sob controle inglês depois dos plantadores locais, leais ao rei francês, terem se revoltado. Hughes conseguiu reunir escravos e nativos e retomou o controle, depois de uma rebelião, em 6 de outubro de 1794, com a rendição do general inglês, em  Barville com todas suas tropas, compostas de 800 emigrados franceses e 900 soldados nativos.
Governou por quatro anos antes de ser chamado de volta à França. Durante este tempo, livrou a ilha dos contra-revolucionários, utilizando uma guilhotina trazida da França, também criou um método de plantação viável, pós-escravidão, utilizando mão-de-obra livre que permitiu a continuidade das fazendas das ilhas.
Hugues também autorizou que corsários atacassem navios no Caribe, trazendo uma grande riqueza para a ilha, porém também aumentando a tensão entre os Estados Unidos e a França, que quase levou à guerra ( a Quase-guerra da história norte-americana).
Com um exército de colonos, mulatos e es-escravos exportou a Revolução para as ilhas vizinhas, incluindo  Dominica, Ilha de São Martinho, Granada, São Vicente e Santa Lúcia.

## Guiana Francesa
Em 1799, Hugues foi enviado à Guiana Francesa como administrador pelo Consulado Francês. Permaneceu administrador durante os primeiros anos do Primeiro Império Francês, até a Invasão da Guiana Francesa pelos portugueses, em represália a invasão de Portugal.
Na França foi acusado de traição e conspiração com o inimigo. Perdoado em 1814, retornou à Guiana quando ela foi devolvida a França, em 1817, tendo servido como governador, depois ali permanecendo como simples cidadão.

## Representações na cultura
Hughes aparece como personagem no livro O século das luzes, uma novela histórica de Alejo Carpentier, onde três órfãos de Havana encontram Hughes e são envolvidos no turbilhão revolucionário que afetou o Caribe no final do século XVIII.